# Lenticel

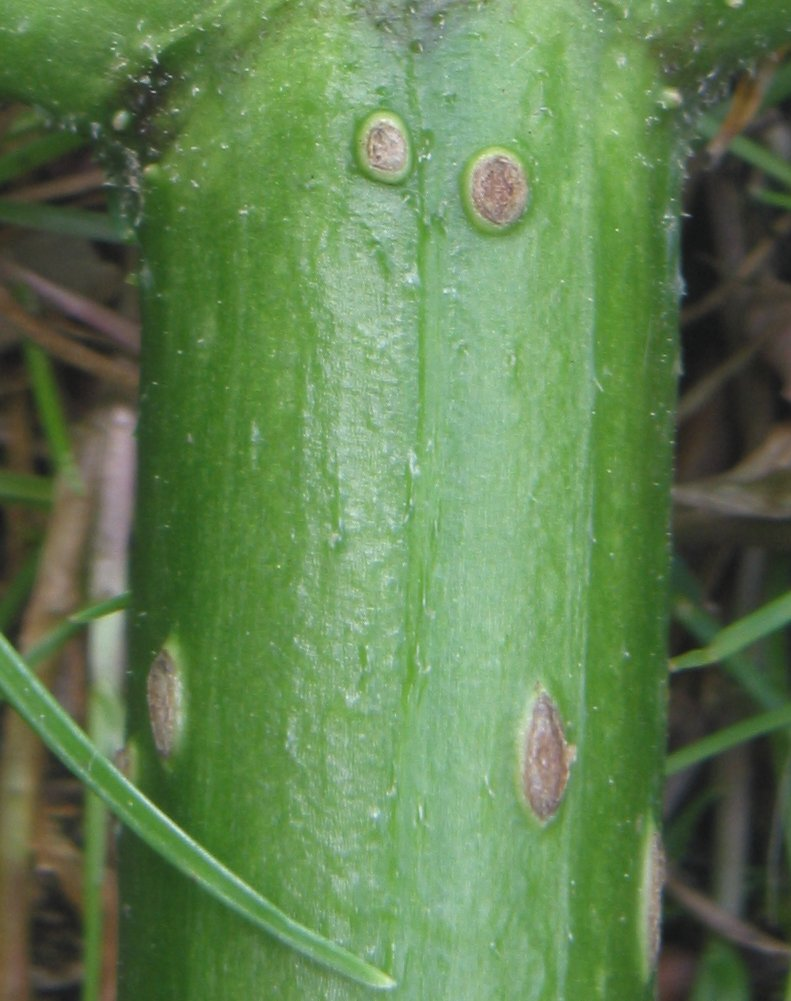
Lenticellen op vlier

Een lenticel, ook wel bast- of kurkporie, is een met een kurkachtige massa gevuld gaatje in de bast van een boom of een andere plant. Het woord komt uit het Latijn en betekent letterlijk 'lensvormig kamertje'.

## Werking
De werking van een lenticel is vergelijkbaar met een huidmondje, en hij ontstaat meestal ook op de plaats van een huidmondje. Het kurkcambium rondom een huidmondje gaat zich sneller delen en vormt zowel naar binnen als naar buiten toe parenchymcellen. De buitenste parenchymcellen krijgen een ronde vorm, waardoor intercellulaire ruimten ontstaan, die in verbinding met de lucht staan. Via de lenticellen kan uitwisseling van gassen plaatsvinden tussen de onderliggende levende weefsels en de omringende lucht.

## Uiterlijk
De cellen komen vaak een stukje buiten het omliggende weefsel te liggen, wat een wrattig of blaarachtig uiterlijk geeft. Ze kunnen suberine bevatten, een wasachtige stof, zoals bij magnolia en katoen, maar niet bij onder meer eik en es.
Lenticellen komen voor op o.a. een tak, stengel, knol (bijvoorbeeld aardappel) of op een vrucht van appel, peer of avocado. Lenticellen kunnen een invalspoort voor schimmels zijn. Ook gebruiken wantsen een lenticel om eitjes in de bast te leggen.
Lenticellen kunnen in de lengte-, in de dwarsrichting of verspreid liggen. Bij berk en kers liggen de cellen in de dwarsrichting van de stam. Ze kunnen bij het ouder worden tot 1 cm lang uitgroeien. Bij de vlier liggen ze in de lengterichting. Bij appels komen ze verspreid over de schil voor.

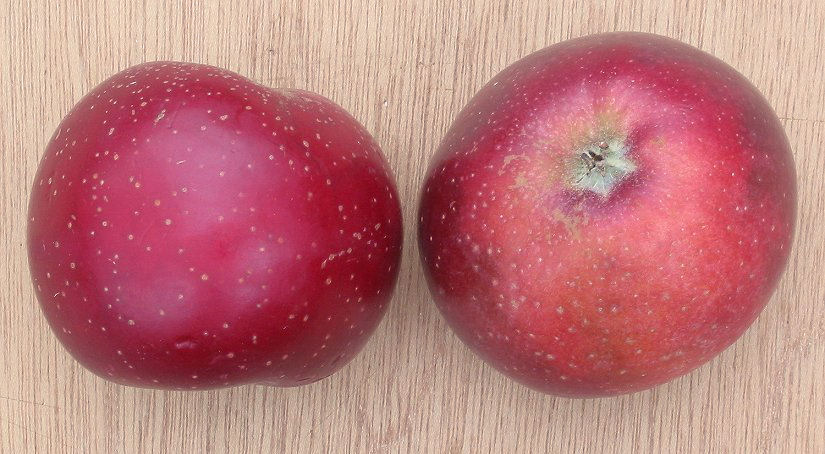
lenticellen op sterappel

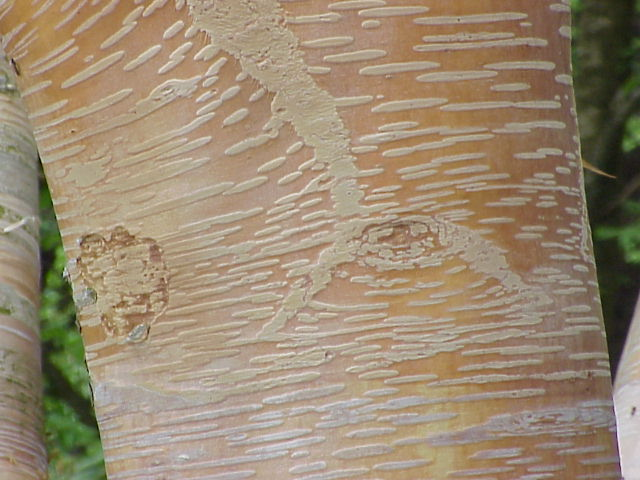
lenticellen op de Goudberk